# استارتفورث
استارتفورث (به انگلیسی: Startforth) یک روستا و محله مدنی در بریتانیا است که در County Durham واقع شده‌است. استارتفورث ۱٬۳۶۱ نفر جمعیت دارد.